# Якуб Валеріан Туманович
Якуб Валеріан Туманович (пол. Jakub Walerian Tumanowicz, 14 липня 1714, Ґміна Станіславув (нині Івано-Франківськ, Україна) — 2 вересня 1798, Львів, Австрійська імперія) — священнослужитель, архієпископ львівський вірменської католицької церкви (1783—1798).

## Біографія
Народився в сім'ї вірменина. Хрещений в Кам'янець-Подільському. Навчався в Папському колегіум Театинці у Львові. Висвячений на священика для служіння у Львівській архиєпархії. Служив вікарієм вірменського кафедрального собору, потім — прелатом. Талановитий проповідник. Збереглися опубліковані у пресі дві його проповіді, виголошені в 1751 році з нагоди коронації образу Богоматері Переможною Львівської в домініканської церкви (Львів, 1754 г.).
1 червня 1771 року обраний єпископом-коад'ютором Львівської Архиєпархії вірменської католицької церкви з правом успадкування. 16 грудня того ж року затверджений папою Климентом XIV.
Після смерті Архієпископа Якуба Стефана Августиновича в 1783 році призначений Святим Престолом архієпископом латинським львівським вірменського обряду.
При ньому австрійську владу після першого поділу Речі Посполитої провели ряд змін в структурі львівської Архиєпархії вірменської католицької церкви: в 1784 році було ліквідовано Папський колегіум Театинці у Львові, закриті і розібрані вірменські церкви св. Хреста і св. Анни, кількість парафій скорочено з 18 до 8. Вірменська школа бенедектінок у Львові в 1785 році стала світською і отримала публічні права. В 17912 р все вірменські банки були об'єднані в один «Mons Pius».
Незважаючи на це, перебуваючи на посаді голови ввіреній йому Архиєпархії, Тумановіч займався будівництвом нових церков, в 1791 році освятив церкви в Кам'янці-Подільському, Могилеві-Подільському, Рашкові, Жванці, Бережанах та ін. За рахунок власних коштів замовив виготовлення 2-х дзвонів для львівського вірменського кафедрального собору, спорудив дзвіницю в с. Лисець (нині Івано-Франківська область), відремонтував і побудував житло для священиків у Львові та Кам'янці-Подільському.